# Make Her Say
"Make Her Say" là bài hát của nghệ sĩ thu âm hip hop người Mỹ Kid Cudi, phát hành như đĩa đơn thứ hai từ album đầu tay, Man on the Moon: The End of Day (2009). 

## Danh sách track
Man on the Moon CD: The End of Day
1. "Make Her Say" - 3:36

Digital single
1. "Make Her Say" – 3:57

Promotional CD single
1. "Make Her Say" (Clean) – 3:58
2. "Make Her Say" (Dirty) – 3:58
3. "Make Her Say" (Instrumental) – 3:57

Promotional CD single 2nd Version
1. "Make Her Say" – 3:58
2. "Make Her Say" (Instrumental) – 3:57
3. "Make Her Say" (Afrojack Remix) – 4:20
4. "Make Her Say" (Nadastrom 88 Dub) – 6:10

U.S. CD single
1. "Make Her Say" – 3:59
2. "Day 'N' Night" – 3:42
3. "Day 'N' Night" (Crookers Remix) – 4:41

## Bảng xếp hạng
| Bảng xếp hạng (2009)                     | Vị trí cao nhất |
| ---------------------------------------- | --------------- |
| Australia Urban (ARIA)                   | 27              |
| Bỉ (Ultratip Flanders)                   | 18              |
| Bỉ (Ultratip Wallonia)                   | 7               |
| Canada (Canadian Hot 100)                | 78              |
| Đức (GfK)                                | 85              |
| Israel (Media Forest)                    | 10              |
| New Zealand (Recorded Music NZ)          | 35              |
| Anh Quốc (OCC)                           | 67              |
| Anh Quốc R&B (OCC)                       | 24              |
| Hoa Kỳ Billboard Hot 100                 | 43              |
| Hoa Kỳ Hot R&B/Hip-Hop Songs (Billboard) | 39              |
| Hoa Kỳ Hot Rap Songs (Billboard)         | 11              |
| Hoa Kỳ Pop Airplay (Billboard)           | 39              |